# Tatort: Rückspiel
Rückspiel ist ein Fernsehfilm aus der Krimireihe Tatort. Der vom WDR in Koproduktion mit dem MDR produzierte Beitrag wurde am 10. November 2002 im Ersten Programm der ARD ausgestrahlt. Es ist der 22. Fall des Ermittlerteams Ballauf und Schenk und der 30. Fall des Ermittlerteams Ehrlicher und Kain. Nach Quartett in Leipzig ist es der zweite gemeinsame Fall der Teams und die 514. Tatortfolge.

## Handlung
Die Leipziger Kommissare Ehrlicher und Kain werden zu einem Mordfall gerufen. Im Museum der bildenden Künste wurde eine Restauratorin erschlagen aufgefunden. Ihr Freund Herbert Tauber beschuldigt sofort den Ehemann Volker String, seine Frau aus Eifersucht umgebracht zu haben. Kain soll die Männer beschatten, die im Auftrag des Museums mit einem Kleintransporter ein Kunstwerk nach Köln bringen sollen. Kaum dort angekommen, gibt es an einer Tankstelle eine Schießerei, wobei der Fahrer Samarantow erschossen wird und die Täter mit den Kunstwerken flüchten. Die Polizei wird verständigt, und da zufällig die Kommissare Ballauf und Schenk in der Nähe sind, erscheinen sie als Erste an der Tankstelle. Im Dunkeln treffen sie auf Kain, den sie zunächst nicht erkennen und als Tatverdächtigen verhaften wollen. Doch stellt sich der Irrtum schnell heraus, da sie Kain bei ihrem Einsatz in Leipzig kennengelernt hatten. 
Nachdem Kain die Kölner Kollegen über die Observierung in Kenntnis gesetzt hat, wird Bruno Ehrlicher, der in Leipzig geblieben war, informiert. Er kommt auch nach Köln und die vier Kommissare ermitteln nun mehr oder weniger gemeinsam an ihren Fällen. Während die Kölner den Mord an Samarantow aufzuklären haben, der offensichtlich dazu diente, ein wertvolles Kunstwerk zu stehlen, wollen Ehrlicher und Kain den Mörder von Eva String finden.
Ballauf hofft, dass sich die Kunsträuber melden werden, um gegen eine erpresste Summe das Kunstwerk zurückzugeben. Möglicherweise war der Diebstahl auch als Versicherungsbetrug gedacht, denn die Spedition Rover, für die Samarantow gearbeitet hatte, ist finanziell angeschlagen und die Versicherungssumme des gestohlenen Objektes außergewöhnlich hoch. Dieser Verdacht erhärtet sich und Rover wird festgenommen. Er gibt zu, dass String und Samarantow gegen ein Entgelt das Kunstwerk verschwinden lassen sollten, aber er bestreitet, den Fahrer erschossen zu haben. Sicher ist jedoch, dass jemand die beiden am Parkplatz abgefangen und Samarantow dabei erschossen hat.
Ballauf kann Volker String in Köln ausfindig machen. Auch er ist bei dem Überfall verletzt worden und muss zunächst mit einer Hirnblutung in eine Klinik gebracht werden. Nachdem klar wird, dass auch Herbert Tauber auf der Suche nach String war, können sie ihn fassen, als er String in der Klinik aufsuchen will. Er gibt an, dass er davon überzeugt ist, dass String seine Frau von Rovers Freund und Sekretär Julius Brauer umbringen ließ, nachdem sie hinter seine Versicherungsbetrügereien gekommen war. Ehrlicher und Schenk finden dabei heraus, dass der Kunstraub sogar mit Ron Finck von der Versicherung abgesprochen war. Doch er leugnet, auf Samarantow geschossen zu haben.
Ehrlicher stellt sich die Frage – da der Mord in Leipzig nach einem Eifersuchtsdrama aussah, in Wirklichkeit aber mit einem Kunstraub zusammenhing –, ob es hier in Köln dann möglicherweise umgekehrt war. Diese These erhärtet sich, als Ehrlicher Dusja Samarantowa, der Witwe des Fahrers, eine Falle stellt. Dabei stellt sich in der Tat heraus, dass Sergeij seine Frau wegen einer anderen verlassen wollte. Dies konnte Dusja Samarantowa nicht hinnehmen und nutzte die Gelegenheit des geplanten Kunstraubs, um ihren Mann umzubringen. Dabei verletzte sie auch String, der später seinen schweren Verletzungen erlag.
Das gestohlene Kunstwerk findet Ehrlicher im Haus von Dusja Samarantowa.

## Hintergrund
Der Film wurde vom 5. Juni 2002 bis zum  10. Juli 2002 gedreht. In einer Nebenrolle ist Willi Herren als Tankwart zu sehen.

## Rezeption

### Einschaltquoten
Die Erstausstrahlung von Rückspiel am 10. November 2002 wurde in Deutschland von 8,38 Millionen Zuschauern gesehen und erreichte einen Marktanteil von 23,1 Prozent für Das Erste.

### Kritiken
Tilmann P. Gangloff findet auf Kino.de: „die kleinen Bosheiten zwischen ‚Ossis‘ und ‚Wessis‘, die sich [die vier Kommissare] gegenseitig mit den üblichen Klischees auf den Arm nehmen, sind wieder sehr hübsch,“ aber „ein echter Knüller war schon die erste Zusammenarbeit der ‚Tatort‘-Teams aus Leipzig und Köln nicht, obwohl die ARD mit Tatort: Quartett in Leipzig vor zwei Jahren das dreißigjährige Bestehen der ehrwürdigen Reihe feierte. Und auch die Idee zu einem Rückspiel ist besser als der Krimi selbst, denn der ist dermaßen verworren, dass die vier Kommissare immer wieder zu umständlichen Erklärungsversuchen ansetzen müssen.“
Die Kritiker der Fernsehzeitschrift TV Spielfilm geben bei diesem Tatort den Daumen nach oben und meinen: „Ost-West-Partie aus der oberen Krimi-Liga.“

„Wo menschliche Zwischentöne die Musik machen, bleibt oft die Geschichte auf der Strecke. […] Wie Autor Panzer das vermeintliche Eifersuchtsdrama Ost mit einem Kunstraub und Versicherungsbetrug West verbindet – das ist nicht gerade hohe Krimi-Kunst.“

## Trivia
In dieser Folge fährt Freddy Schenk seinen bislang kleinsten Dienstwagen, einen Trabant 601 (K-RW 2412), zu dessen Bedienung ihm der Leipziger Kollege Ehrlicher ein paar Tipps gibt.